# Kammerorchester des KIT
Das Kammerorchester des KIT (auch KIT-Kammerorchester) ist ein Universitätsorchester des Karlsruher Instituts für Technologie (KIT). Es ist siebenfacher erster Bundespreisträger des Deutschen Orchesterwettbewerbs und tritt im Rahmen von Konzertreisen weltweit auf. Seit 2020 ist François Salignat der künstlerische Leiter.

## Geschichte
Das Kammerorchester des KIT wurde 1976 unter dem Namen Kammerorchester an der Universität Karlsruhe vom Physiker Dieter Köhnlein gegründet und ist neben dem Sinfonieorchester des KIT und dem Collegium Musicum des KIT ein eigenständiges Ensemble. Es besteht aus Studierenden, Ehemaligen und Freunden des Karlsruher Instituts für Technologie. Das Kammerorchester spielt neben Werken des Barock und der Klassik auch Werke der Romantik und der Neuen Musik. Beim Deutschen Orchesterwettbewerb erhielt es 2012 die Höchstpunktzahl; insgesamt gewann das Kammerorchester des KIT siebenmal den ersten Bundespreis. Regelmäßige internationale Konzertreisen führten das Orchester unter anderem nach China, Russland, Brasilien, Frankreich, Spanien, Großbritannien, Chile, Kanada, Tunesien und Israel sowie in die Slowakei, die USA und die Schweiz. Das Orchester trat unter anderem mit den Solistinnen Uta Zenke-Vogelmann, Gulnora Alimova und Barbara Burgdorf sowie den Solisten Andrej Jussow, Nachum Erlich, Axel Haase, François Salignat, Albrecht Breuninger, Romain Garioud, Alexander Hülshoff, Guillaume Terrail, Arvo Lang und Jory Vinikour auf. Im Juni 2020 übernahm der Pianist François Salignat die künstlerische Leitung des Kammerorchesters.

## Soziales Engagement
Das Kammerorchester des KIT gab mehrere Benefizkonzerte, unter anderem für die Karlsruher Flüchtlingsinitiative Freunde für Fremde e. V., für ein Projekt der humanitären Organisation VSO in Nepal und für die Renovierung der Orgel der Stadtkirche Durlach.

## Diskografie
- 2012: Beethoven: Die 5 Klavierkonzerte (Solist: Andrej Jussow)
- 2014: Schostakowitsch 1. Klavierkonzert / Britten: Variationen über ein Thema von Frank Bridge (Solisten: Eduardo Ponce, Judith Steinhard)
- 2020: Beethoven: Tripelkonzert und 3. Sinfonie „Eroica“ (Solisten: Andrej Jussow, Albrecht Breuninger, Romain Garioud)